# Llengua fang
La llengua fang és una llengua de l'Àfrica central parlada per la gent de l'ètnia del mateix nom. És una llengua de la família bantu i es parla a la Guinea Equatorial, a la zona nord del Gabon, a la zona sud del Camerun i en menor mesura a la República del Congo i a São Tomé i Príncipe. Segons el cens de 2007 tenia 1.020.000 parlants dels quals 297.000 vivien a Guinea Equatorial, 588.00 a Gabon, 121.000 a Camerun i 8.100 a la República del Congo. Una forma de fang encara és parlada a Sao Tomé i Principe malgrat la forta pressió del portuguès (la llengua oficial de l'arxipèlag).

## Vocabulari
Alguns exemples de paraules en fang de la zona de la Guinea Equatorial, són les següents:
- Hola = Mbolo
- Bon dia = Mbamba kiri
- Bona nit = Mbamba alu
- Gràcies = Akiba